# Рудино
Рудино (на гръцки: Άλωρος, Алорос, до 1922 година Ρούδινος, Рудинос) е село в Егейска Македония, Гърция, в дем Мъглен (Алмопия) на административна област Централна Македония.

## География
Рудино е разположено в южната част на котловината Мъглен (Моглена), на 7 km южно от демовия център Съботско (Аридеа) и на 16 километра северно от град Воден (Едеса).

## История

### Античност
Край селото са открити находки от класическата и елинистическата епоха. Над него има крепост, която се отъждествява с Европос, и която от север, изток и юг е обградена от Мъгленица и контролира пътищата на юг и на север. В резултат на разкопките, проведени в селището през 1986 и 1993 година, са открити македонски и други монети от IV до II век пр. Хр. В 1978 година е открита късноелинистическа гробница от II век пр. Хр. Открити са и находки от римско време.

### В Османската империя
В селото има стари медни рудници, един от които работи до късни векове, които и дават името му. Рудинският мост на Мъгленица е от османско време. В XIX век Рудино е село във Воденска каза на Османската империя. В „Етнография на вилаетите Адрианопол, Монастир и Салоника“, издадена в Константинопол в 1878 година и отразяваща статистиката на населението от 1873 година, Будино (Boudino) е посочено като село във Воденска каза с 53 домакинства и 136 жители българи и 198 помаци. Според Стефан Веркович към края на XIX век Рудино (Рудина) е българо-мохамеданско селище с мъжко население 325 души и 93 домакинства. Съгласно статистиката на Васил Кънчов („Македония. Етнография и статистика“) към 1900 година в Рудино живеят 550 българи мохамедани.
Екзархийската статистика за Воденската каза от 1912 година сочи 542 жители.

### В Гърция
През Балканската война в 1912 година селото е окупирано от гръцки части и остава в Гърция след Междусъюзническата война в 1913 година. Боривое Милоевич пише в 1921 година („Южна Македония“), че Рудина има 50 къщи славяни мохамедани. В 1922 година е преименувано на Алорос.
След Гръцко-турската война, в 1924 година мюсюлманското население на Рудино е изселено в Турция и в селото са настанени бежанци от Източна Тракия и понтийски гърци от Никополи. Според преброяването от 1928 година селото е смесено местно-бежанско със 121 бежански семейства и 489 души.
Землището на селото се напоява добре и дава високи приходи. Произвеждат се овошки, тютюн, пипер, десертно грозде, а е развито и краварството.
| Име     | Име     | Ново име | Ново име | Описание                                  |
| ------- | ------- | -------- | -------- | ----------------------------------------- |
| Калинка | Καλίγκα | Родия    | Ροδιά    | възвишение в Паяк на ЮИ от Рудино         |
| Кале    | Καλέ    | Кастро   | Κάστρο   | възвишение в Паяк на ЮИ от Рудино (210 m) |

| Година    | 1913 | 1920 | 1928 | 1940 | 1951 | 1961 | 1971 | 1981 | 1991 | 2001 | 2011 | 2021 |
| --------- | ---- | ---- | ---- | ---- | ---- | ---- | ---- | ---- | ---- | ---- | ---- | ---- |
| Население | 449  | 395  | 500  | 694  | 529  | 752  | 569  | 536  | 583  | 464  | 417  | 357  |